# Partido Comunista de los Trabajadores de Bosnia y Herzegovina
El Partido Comunista de los Trabajadores de Bosnia y Herzegovina (latín serbocroata: Radničko-komunistička partija Bosne i Hercegovine cirílico serbocroata: Радничко-комунистичка партија Босне и Херцеговине) es un partido comunista de Bosnia y Herzegovina. Se formó en junio de 2000 y se opone firmemente al nacionalismo presente en la región y al colapso de la República Federativa Socialista de Yugoslavia.
Algunos de sus principales objetivos son la introducción de la autogestión de los trabajadores y la democracia participativa, así como el restablecimiento de una Yugoslavia federal socialista. Dicen que no les motiva la nostalgia, ya que son críticos con Josip Broz Tito.
Creen que el socialismo tiene que ser democrático y se oponen firmemente al sistema de la antigua Unión Soviética y otros gobiernos anteriores. Han sido particularmente influenciados por Rosa Luxemburgo y Antonio Gramsci.
En 2005, el PCT BYH participó activamente en la campaña de recolección de firmas para solicitar a la Asamblea Parlamentaria de Bosnia y Herzegovina que cambiara la ley sobre el IVA. Es el único partido de Bosnia y Herzegovina que se opone a la adhesión del país a la Unión Europea y la OTAN.